# Мадеван-э-Олиа
Мадева́н-э-Олиа́ или Мадева́н-э-Бала́ (перс.  مادوان عليا ‎) — небольшой город на юго-западе Ирана, в провинции Кохгилуйе и Бойерахмед. Входит в состав шахрестана Бойерахмед. Является одним из пригородов Ясуджа.
На 2006 год население составляло 7 109 человек.

## География
Город находится на востоке Кохгилуйе и Бойерахмеда, в горной местности центрального Загроса, на высоте 2 026 метров над уровнем моря.
Мадеван-э-Олиа расположен на расстоянии нескольких километров к северо-западу от Ясуджа, административного центра провинции и на расстоянии 545 километров к югу от Тегерана, столицы страны.